# Elecciones estatales de Renania-Palatinado de 1991

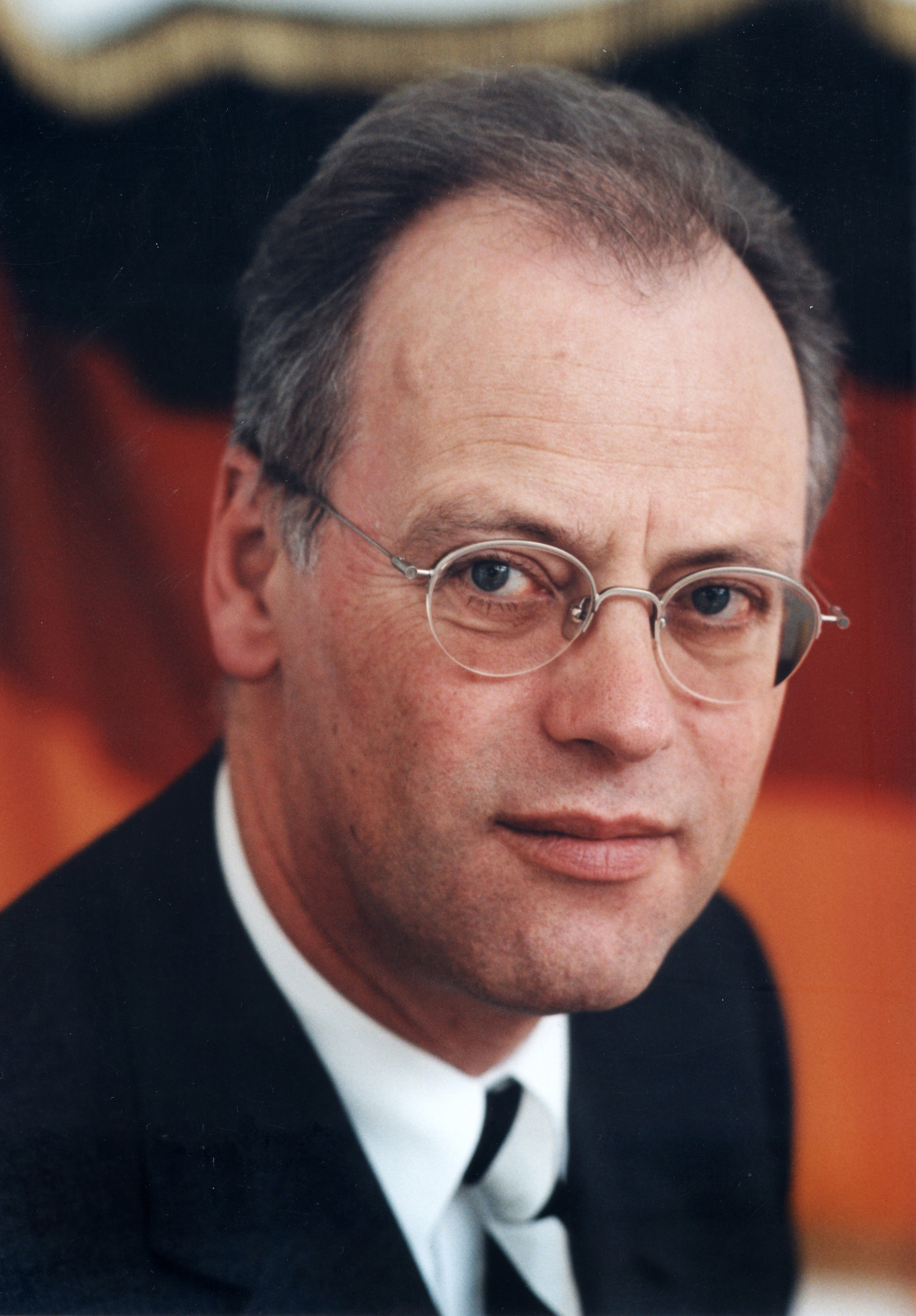
Rudolf Scharping, duodécimo Ministro Federal de Defensa, del 28 de octubre de 1998 al 19 de julio de 2002.

La elección del estado de Renania-Palatinado de 1991 (Alemania) se celebró el 21 de abril. El Landtag de Renania-Palatinado fue elegido para un período de cinco años. Además, un nuevo sistema electoral se presentó, con dos votos.
Por primera vez desde la Segunda Guerra Mundial, el SPD fue el partido más fuerte, aumentando en seis puntos porcentuales, mientras que la CDU perdió significativamente. Como resultado, una coalición social-liberal (SPD/FDP) se formó, con Rudolf Scharping como nuevo ministro-presidente.

## Candidatos[1]
- SPD: Rudolf Scharping
- CDU: Carl-Ludwig Wagner y Hans-Otto Wilhelm
- Verdes: Gisela Bill
- FDP: Rainer Brüderle

## Resultados
Los resultados fueron:
| Partido | Partido        | Votos directos | %     | Mandatos directos | Votos de lista | %     | Escaños | Escaños 1987 |
|         | SPD            | 978.169        | 46,31 | 37                | 951.695        | 44,78 | 47      | 40           |
|         | CDU            | 850.067        | 40,25 | 14                | 822.449        | 38,70 | 40      | 48           |
|         | FDP            | 136.734        | 6,47  |                   | 146.400        | 6,89  | 7       | 7            |
|         | GRÜNE          | 112.378        | 5,32  |                   | 137.139        | 6,45  | 7       | 5            |
|         | REP            | 12.998         | 0,62  |                   | 43.480         | 2,05  |         |              |
|         | ÖDP            | 16.673         | 0,79  |                   | 19.355         | 0,91  |         |              |
|         | DLVH           | 2.184          | 0,10  |                   | 4.889          | 0,23  |         |              |
|         | Graue          | 616            | 0,03  |                   |                |       |         |              |
|         | CM             | 377            | 0,02  |                   |                |       |         |              |
|         | PBC            | 287            | 0,01  |                   |                |       |         |              |
|         | Independientes | 1639           | 0,08  |                   |                |       |         |              |
| Total   | Total          | 2.112.122      |       | 51                | 2.125.407      |       | 101     | 100          |